# 코트니 포드
코트니 포드(Courtney Ford, 1978년 6월 27일 ~ )는 미국의 배우이다.

## 출연 작품
- 프론트 러너 (2018)
- 켑트 우먼 (2015)
- 러너 (2015)
- 미트 마이 발렌타인 (2015)
- 미싱 윌리엄 (2014)
- 시로니아 (2011)
- 굿닥터 (2011)
- 덱스터 시즌4 (2009)
- 에이리언 레이더스 (2008)
- 덱스터 시즌1 (2006)
- 아웃사이드 (2004)